# 国府村 (栃木県)
国府村（こうむら）は、栃木県の中南部、下都賀郡に属していた村である。

## 地理
- 河川 - 思川

## 歴史
- 1889年（明治22年）4月1日 - 町村制施行により、国府村、惣社村、大光寺村、田村、寄居村、大塚村、柳原村が合併し下都賀郡国府村が成立する。
- 1947年（昭和22年）9月5日 - 昭和天皇の戦後巡幸。天皇、皇后が村内に行幸啓。大麻の調製作業を視察。遺族や引揚者に「お言葉」をかける[1]。
- 1957年（昭和32年）3月31日 - 栃木市へ編入される。

## 行政
- 国府村長

| 代    | 氏名         | 就任                       | 退任                       | 備考 |
| ----- | ------------ | -------------------------- | -------------------------- | ---- |
| 1     | 国保能正     | 1889年（明治22年）5月12日  | 1895年（明治28年）2月20日  |      |
| 2     | 栃木豊太郎   | 1895年（明治28年）3月5日   | 1897年（明治30年）1月8日   |      |
| 3     | 大木慶三     | 1897年（明治30年）1月19日  | 1901年（明治34年）1月15日  |      |
| 4     | 見目角治     | 1901年（明治34年）3月1日   | 1903年（明治36年）10月24日 |      |
| 5     | 大山忠一     | 1903年（明治36年）11月20日 | 1915年（大正4年）12月19日  |      |
| 6     | 長豊之進     | 1915年（大正4年）12月20日  | 1918年（大正7年）12月21日  |      |
| 7     | 大山忠一     | 1920年（大正9年）1月9日    | 1920年（大正9年）12月25日  |      |
| 8     | 中三川清之進 | 1921年（大正10年）1月9日   | 1922年（大正11年）1月21日  |      |
| 9     | 清水藤十郎   | 1922年（大正11年）7月21日  | 1926年（大正15年）7月19日  |      |
| 10    | 清水清之     | 1926年（大正15年）8月2日   | 1934年（昭和9年）8月1日    |      |
| 11    | 飯島金兵衛   | 1934年（昭和9年）8月5日    | 1938年（昭和13年）8月1日   |      |
| 12-13 | 佐藤保作     | 1938年（昭和13年）8月18日  | 1946年（昭和21年）12月27日 |      |
| 14    | 大関一郎     | 1947年（昭和22年）4月8日   | 1951年（昭和26年）4月4日   |      |
| 15    | 早川一郎     | 1951年（昭和26年）4月24日  | 1955年（昭和30年）4月29日  |      |
| 16    | 日向野定一郎 | 1955年（昭和30年）4月30日  | 1956年（昭和31年）3月30日  |      |

出典:『栃木県町村合併誌 第五巻』, p. 335-336

## 交通

### 鉄道
- 東武鉄道
  - 宇都宮線：野州大塚駅